# Recuzant
Recuzanții erau cei care refuzau să participe la slujbele anglicane de-a lungul istoriei Angliei, Țării Galilor⁠(d) și Irlandei. Termenul, care derivă din latinescul recusare („a refuza” sau „a obiecta”) a fost folosit la început pentru cei care au rămas fideli papei și Bisericii Romano-Catolice și care nu au participat la slujbele Bisericii Angliei, după ce o lege din 1593 stabilea sancțiuni împotriva „recuzanților papistași⁠(d)”.
„Legile recuzanței din 1558⁠(d)” au început în timpul domniei Elisabetei I și, deși abrogate temporar în timpul Interregnumului (1649-1660)⁠(d), au rămas în registrele statutare până în 1888. Ele impuneau diferite tipuri de pedepse celor care nu participau la activitatea religioasă anglicană, cum ar fi amenzile, confiscarea bunurilor și închisoarea. Suspendarea ei sub Oliver Cromwell a fost destinată în principal să ofere scutire protestanților neconformanți și nu neapărat catolicilor, cărora li s-au aplicat alte restricții explicite până în anii 1920, prin Legea de stabilire a succesiunii din 1701, în ciuda emancipării catolice⁠(d) din 1828.
În unele cazuri, catolicii s-au confruntat chiar și cu pedeapsa capitală, și o serie de catolici englezi și galezi au fost executați în secolele al XVI-lea și al XVII-lea, și ulterior au fost canonizați de Biserica Catolică drept martiri ai Reformei Engleze.